# 弗洛雷斯托波利斯
弗洛雷斯托波利斯是巴西巴拉那州的一个市镇。总面积246.329平方公里，总人口11841人，人口密度48.1人/平方公里。